# Ihor Melnyk
Ihor Wasylowycz Melnyk, ukr. Ігор Васильович Мельник (ur. 21 sierpnia 1986 we Lwowie) – ukraiński piłkarz, grający na pozycji napastnika.

## Kariera piłkarska

### Kariera klubowa
Wychowanek Szkoły Piłkarskiej w obwodzie lwowskim. Rozpoczął karierę piłkarską w amatorskiej drużynie Chimik Nowy Rozdół w 2004. W sezonie 2004/2005 bronił barw drużyny futsalowej Kameniar-Termopłast Drohobycz. W 2006 został piłkarzem Karpat Lwów, gdzie najpierw występował w drugiej drużynie, a potem został wypożyczony do klubu Krymtepłycia Mołodiżne. W 2010 przeszedł do FK Ołeksandrija, a podczas przerwy zimowej przeniósł się do FK Lwów. Latem 2011 odszedł do Bukowyny Czerniowce. Potem ponownie występował w FK Lwów i Krymtepłycia Mołodiżne. Zimą 2013 roku zasilił skład Nywy Tarnopol, a w pierwszym oficjalnym meczu strzelił pierwszego gola w koszulce klubu z Tarnopola. Podczas przerwy sezonu 2014/15 wyjechał do Kanady na zaproszenie trenera Ihora Jaworskiego, gdzie został piłkarzem Toronto Atomic FC. W 2018 przeniósł się do FC Vorkuta w Toronto a w 2021 do Hungaria Vasas.

## Sukcesy i odznaczenia

### Sukcesy klubowe
PFK Oleksandria
- mistrz Pierwszej lihi Ukrainy: 2011

### Sukcesy indywidualne
- najlepszy debiutant roku w lidze kanadyjskiej: 2015[4].